# 척계광

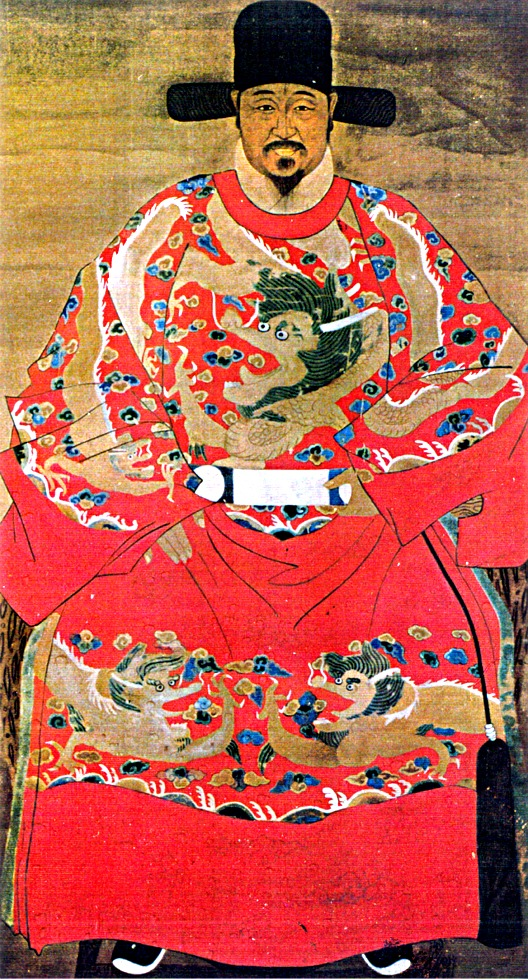
척계광

척계광(중국어 간체자: 戚继光, 정체자: 戚繼光, 병음: Qī Jìgūang 치지광[*], 1528년 11월 12일 - 1588년 1월 17일)은 중국 명나라의 명장으로, 왜구(倭寇) 토벌 및 몽골을 상대로 명성을 떨쳤다. 절강병법, 원앙진을 고안하였고, 『기효신서(紀效新書)』의 저자이자 용행검법의 개조자로도 전해진다.
자는 원경(元敬), 호는 남당(南塘), 나중에는 맹제(孟諸)라 했으며, 시호(諡號)는 무의(武毅)이다.

## 생애
등주위(登州衛, 현재 산동성 연태시 봉래구) 출신으로, 호종헌(胡宗憲)의 지휘 하에 유대유(兪大猷), 유현(劉顯) 등과 함께 동남연안 지역에서 활개를 치던 왜구를 토벌하는데 공을 세워 명성을 쌓았다. 부인은 가정제(嘉靖帝)와 회영현비 정씨의 딸인 청교공주(淸嬌公主)이다.
가정 28년(1549년) 무거시(武擧試)에 합격하였고, 가정 32년(1553년) 등주위지휘첨사(登州衛指揮僉事)로 시작했다. 가정(嘉靖) 34년(1555년) 절강도사첨서(浙江都司僉書), 다음 해에 참장(參將)으로 승진했다. 1555년(嘉靖 34년)부터 절강성에서 왜구의 침입에 맞서 항왜(抗倭) 활동을 본격화하였다. 그는 절강성(浙江省) 금화(金華), 의오(義烏)에서 농부와 광부 등으로 4000명의 의용군을 조련하였다. '척가군(戚家軍)'이라 불린 이들에게 공방합일의 원앙진(鴛鴦陣)을 훈련시켜서 왜구토벌의 주력으로 삼았다. 그리고 수군(水軍)을 조직하여 중국 남동부의 해안 지역에서 밀무역을 하며 노략질을 일삼던 왜구의 토벌에 나섰다.
그 뒤 1567년까지 10여년 동안 왜구와 80여 차례나 전투를 벌이며 왜구를 물리쳤다. 1561년(嘉靖 40년), 그는 절강성 태주(台州), 선거(仙居) 등에서 왜구와 9차례 전투를 벌였으며 모두 승리하였다. 1562년에는 복건성(福建省)의 왜구 근거지를 소탕하였고, 그 공으로 도독첨사(都督僉事)가 되었다. 가정 43년(1564), 평해위(平海衛, 지금의 福建省 莆田)에서 왜구를 물리쳐 도독동지(都督同知)를 거쳐 복건총병(福建總兵)이 되었다. 그 뒤에도 척계광은 복건성과 광동성(廣東省) 연안에서 왜구와 전투를 벌여 중국 동남 해안 지역을 평정하였다.
1567년에 해금령이 풀리면서 왜구의 활동이 뜸해지자 융경(隆慶) 2년(1568년) 계주(薊州)로 배치되어 알탄 칸의 위협에 대비해 국경을 안정시키는 임무를 맡았다. 이 때 대규모의 만리장성 보강, 증축 공사를 실시하였다. 척계광은 북경 북쪽의 만리장성을 보강하여 공심적대(空心敵臺)와 보(步), 기(騎), 거(車), 치(輜), 중(重) 등의 영(營)을 세웠고, 이들은 오늘날까지도 남아 있어 확인할 수 있다.
이러한 활약으로 내각대학사로 당시 큰 권력을 가지고 있던 장거정(張居正)에게 중용되었지만, 1582년 장거정 사후, 척계광의 공적을 시기하는 대신들로부터 탄핵되어 만력(萬曆) 11년(1583년) 광동으로 배치되었다가, 나중에 파직되어 등주로 돌아왔고, 얼마 뒤에 병사했다.

## 저서
- 『기효신서(紀效新書)』
- 『연병실기(練兵實紀)』
- 『지지당집(止止堂集)』

## 가족관계
- 부인 : 청교공주(淸嬌公主, 1540~1581) 주여화(朱如華)